# Abbaye Notre-Dame de Coatmalouen
Pour les articles homonymes, voir Abbaye Notre-Dame.
L’abbaye Notre-Dame de Koad Malouen ("Coatmaloen")-(Coëtmaloën) est une abbaye cistercienne située sur la commune de Kerpert dans les Côtes-d'Armor. Son histoire commence le 27 juillet 1142 selon le chanoine Perennes (ou le 25 juin selon d'autres). Il ne reste aujourd'hui qu'une abbatiale du XVIIIe siècle, sans toit, et une majestueuse façade surmontée d'un fronton de forme triangulaire. Le monastère Notre-Dame de Koad Maloen est implanté aux limites de la Cornouaille et du Trégor, à une vingtaine de kilomètres au sud de Guingamp, près de la D 767, soit en l'ancienne paroisse de Ploegeau ou Plijo divisée aujourd'hui en trois communes : Kerpert, Saint-Gilles-Pligeaux et Saint-Connan.
Les ruines de l'abbaye ont été inscrites monument historique par arrêté du 20 avril 1964.

## Historique
C'est l'œuvre des moines de Pluskoad en Bégard (1130), première abbaye cistercienne en Bretagne, appelés par Alain le Noir, comte de Richmond et de Penthièvre, gendre du duc de Bretagne, dont les soucis sont à la fois l'évangélisation toujours à poursuivre et la mise en valeur des richesses du pays.
Cet appel à essaimer se situe alors dans le cadre d'un grand mouvement européen de créations de monastères, auquel participent les souverains bretons, et auquel Saint Bernard de Clairvaux donne un essor considérable grâce à la Charte de charité (1113) : Le Relec (1132), Melleray (1134), Buzay (1135), Langonnet (1136), Boquen, Vieuville et Saint-Aubin des Bois (1137), Lanvaux (1138), Carnoët (1177), Bon-Repos (1184), Villeneuve (1200), La Joie (1250), Prières (1252). Toutes ces abbayes dépendent de l'ordre cistercien en Bretagne. Durant six siècles d'histoire, ici comme ailleurs, alternent des périodes difficiles et d'autres plus réconfortantes.
Lorsqu'en 1502 le Pape Alexandre VI confirme l'élection comme abbé Jacques de Kerbihan, l'abbaye passe au « Régime de la commende ». Son successeur Tristan Dolo, seigneur de la Coste en Saint-Julien, est bien membre de l'Ordre des frères prêcheurs, mais il doit sa nomination à la duchesse Anne de Bretagne. Le frère Rolland élu par les religieux est maintenu contre un commendataire le 19 avril 1518 mais la nomination d'un  laïc Hervé de Lannion en 1524, confirmée en 1526, consacre définitivement l'instauration du régime.
Les bénéficiaires trouvent là une source supplémentaire de revenus et oublient l'entretien des religieux et des bâtiments. Ils  exploitent le pays et la population; cette dernière ne manque d'ailleurs pas de faire savoir son mécontentement à plusieurs reprises, au détriment hélas de l'abbaye elle-même.

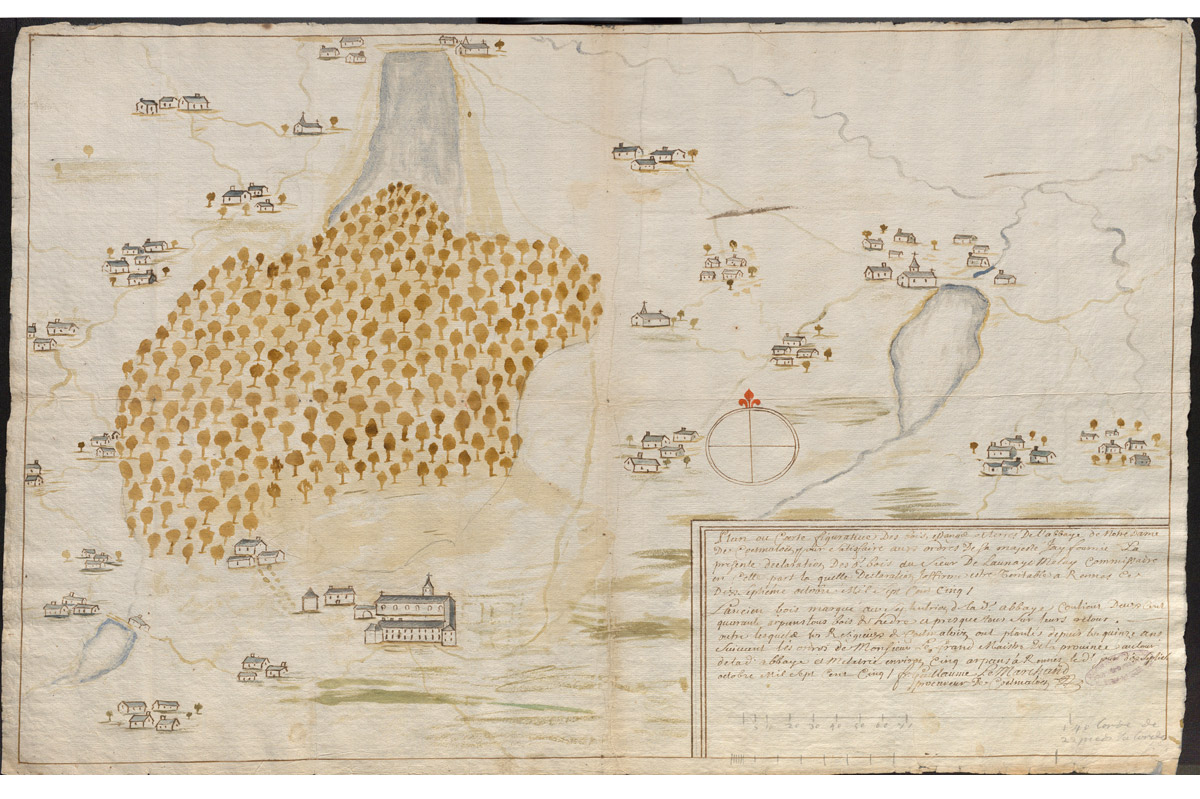
Plan de l’abbaye de Coat-Malouen, 1705 (AD22, H 289).

Histoire, faiblesse humaine, richesse ou pauvreté, convoitise de la noblesse, recrutement des moines et autres sont autant d'explications à cette décadence qui culmine au XVIIIe siècle. Il n'en demeure pas moins que des centaines de moines à l'habit blanc ont travaillé et prié dans cette abbaye au cœur même de chaque nuit de leur vie durant plus de six siècles (1143/1792).
L'histoire de l'abbaye aboutit à la mort de deux des derniers moines (réfugiés à Saint-Aubin), le 3 mars 1796, à 19 heures : Dom Jean Meslays (dernier Prieur) et Dom Augustin Pascal.

## Description de la vie à l'abbaye

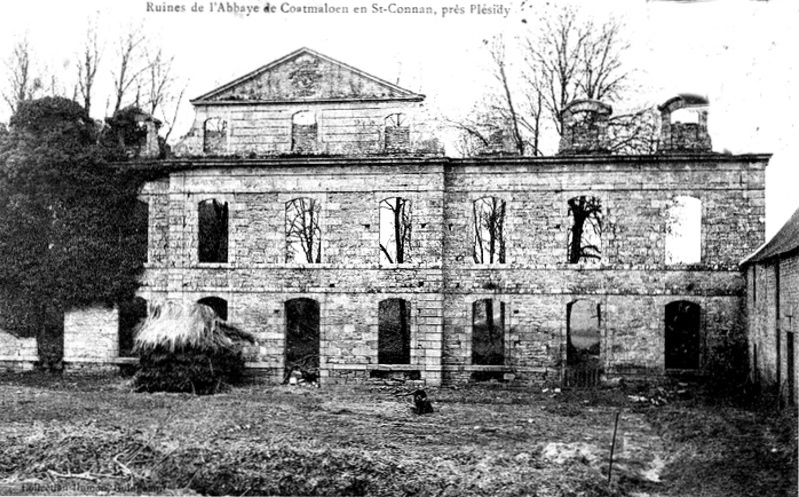
L'abbaye en ruines vers 1920 (carte postale).

Dom Alexis Presse, au début du XXe siècle, auteur d'une monographie concernant cette abbaye à laquelle il s'était intéressée avant Boquen, raconte :

« Levés de très bonne heure, vers trois heures environ, les moines se rendaient de suite à l'église pour y chanter les Vigiles, puis les Laudes ; ces offices avec la messe conventuelle et les autres heures canoniales, toutes chantées, occupaient pour le moins cinq à six heures par jour. Le travail manuel, le travail agricole ou industries annexes, la plupart du temps prenait de quatre à six heures environ, selon les saisons et les besoins locaux ; une autre période de quatre à cinq heures, selon l'époque, était consacrée à la lecture, à l'étude des sciences sacrées, à la prière privée, le reste de la journée étant réservé au sommeil ou aux repas ; ceux-ci, pris au réfectoire commun, étaient assez sommaires : on jeûnait les trois quarts de l'année, alors l'unique repas se prenait vers deux heures de l'après-midi, ou en Carême sur les quatre heures ; les jours où le jeûne était suspendu, il y avait dîner vers onze heures et souper le soir ; le petit déjeuner du matin n'existait pas.
Le menu était plutôt frugal : jamais de viande ou d'aliments préparés à la graisse, sauf en cas de maladie ; des légumes, du laitage, du pain bis formaient la base de la nourriture avec le poisson et les fruits, quand on en possédait. Comme boisson, un peu de vin ou de cidre, ou de la bière, selon les possibilités. Et c'était tout ! Jamais "d'extra", même aux grandes solennités… Jamais non plus de récréation proprement dites. Seuls étaient permis quelques entretiens pieux à la discrétion de l'Abbé, le silence devait se garder de façon ordinaire ; point, non plus, de promenades ou de sorties habituelles, mais une clôture et une solitude perpétuelles.
Les habits étaient d'étoffes grossières, fabriquées généralement sur place, avec la laine du troupeau ; le sommeil se prenait dans un dortoir commun, sans aucune séparation, les moines dormant tout habillés sur une paillasse. »